# Fuoribordo
Fuoribordo è un termine marinaresco con il quale si intende tutto ciò che sta oltre il bordo della barca o della nave. Cadere fuoribordo, saltare fuoribordo sono termini spesso usati per intendere appunto il fatto di andare all'esterno dello scafo. Vedi il motore fuoribordo che è il motore che sta appunto all'estremità esterna di poppa dello scafo e che viene chiamato anche con il solo termine fuoribordo. Si contrappone il termine entrobordo per tutto quello che sta all'interno della barca, della nave o dello scafo.